# Antonio Grediaga
Antonio Grediaga, conocido como KIEFF, es un escultor español, nacido en Madrid el 28 de mayo de 1936.

## Vida y obras
Antonio Grediaga nació el 28 de mayo de 1936 en Madrid, España, a comienzos de la guerra civil española. Hijo de un ebanista, Antonio Grediaga Doncel, y de Epifania Bueno.
Su infancia estuvo marcada por la incertidumbre y la ausencia del padre, condenado a muerte por la Corte marcial el 6 de marzo de 1940. Algún tiempo después esta pena fue modificada a 12 años y un día de prisión. Con diez años, en 1946, comenzó su formación con su padre restaurando el mobiliario de las iglesias que habían sido destruidas durante la contienda. Su padre fue arrestado en Alcalá de Henares en tanto que prisionero político. Permaneció un año en prisión hasta obtener la libertad condicional.
En 1948 la familia retornó a Madrid. Padre e hijo trabajando hombro con hombro en el taller del padre. Kieff asistió a la escuela nocturna hasta 1950, año en que ingresó en la escuela salesiana, donde comenzó a estudiar artes plásticas.
En 1956, con 20 años inició sus estudios de diseño industrial y arquitectura en la escuela  Cantos Irigoyen. A partir de una propuesta de trabajo para la escuela, en el que debía construir un inmueble excéntrico y concéntrico, creó sus primeras dos esculturas, tituladas   «Concéntricas» y «Excéntricas». De forma inmediata fue reclamado para enrolarse en el servicio militar obligatorio, que por entonces duraba dos años.
Transcurrido el periodo del servicio militar en 1958, Kieff abrió su propio taller y estudio de decoración en Madrid.
Viajó a Sao Paulo, en Brasil. Hizo allí su primer mural en el Palácio da Alvorada (en español: Palacio de la Aurora) de Brasilia.  Comenzó a trabajar en la ingeniería aerodinámica.
En 1961 se trasladó a la capital argentina. En Buenos Aires comenzó a estudiar teatro, música y canto. Se unió al coro del teatro de Roma. Durante tres años estudió el oficio de Lutier, especializándose en la fabricación de violines y guitarras. Durante este tiempo compaginó sus estudios con un trabajo de reparación de instrumentos musicales para la orquesta del Teatro Colón. En aquel periodo creó dos esculturas bajo el título "Expansiones".
En 1964 recibió un título honorario de la Escuela de Arte Dramático de Avellaneda, Buenos Aires. Fundó entonces un teatro donde dirige independiente las "Bodas de sangre" y "La zapatera prodigiosa"" de Federico García Lorca. Participó en una gira de conciertos con la Orquesta Sinfónica de Avellaneda (Shubert, Pergolesi, Bach y Mozart), encargado de la realización de las voces de tenor. Kieff obtuvo en 1965 una beca del Instituto de Cultura español para tomar clases de música en Santiago de Compostela. 
En el 66 viajó a Barcelona para estudiar el trabajo del compositor español Manuel de Falla con la célebre cantante Soprano Conchita Badia. Dio varios conciertos en España, debutando en Santiago de Compostela, y cantando como tenor solista.
Se desplazó a Viena, Austria, en 1967, para continuar sus estudios de música y canto. Tomó clases sobre el arte de la época barroca y trabajó a tiempo parcial para varios museos en la restauración de obras de arte. Asentado y tras un año de estancia en Viena, se casó con Nicole Lorange, una Soprano franco-canadiense. Durante sus primeros años de matrimonio tomó contacto con las obras del escultor austriaco Fritz Botruva. Movido por este descubrimiento, estudió fundición y conoció las esculturas de Jean Arp y de Constantin Brancusi. 
En 1970 nació su hija Elizabeth en Montreal. Son de aquel año sus primeras exposiciones individuales en Montreal y Nueva York. Instalado en la localidad de Saint-Bruno en Quebec, Canadá; el garaje de su casa se convirtió en estudio de escultura. En 1972 viajó a Barcelona, donde permaneció durante un año y después viajó a Japón.
En 1973 nació su hija Orestes en Montreal. Dedicado a la escultura, en el 75 construyó su propia fundición en Beloeil, Quebec, Canadá.
A lo largo de 1976 vivió temporalmente en Pietrasanta, en Italia, donde comenzó a trabajar ene una serie de esculturas en mármol blanco de Carrara llamadas «Huesos». Hizo sus primeras  «Jerga» y «Pointed Torso» en mármol negro de Bélgica.
Conocido en los círculos de la música clásica, la Orquesta Filarmónica de Israel y Zubin Mehta le encargaron en 1977 la confección de una joya en diamante y oro, con el fin de regalársela a su Majestad la Reina de España, con ocasión de la primera visita de la orquesta a España. Preparó la escenografía de «La flauta mágica» de Mozart para la ópera del Covent Garden de Londres.
Son de 1978 la serie de esculturas «Folklore», «Cante jondo» y «Motivos» en bronce pulido.
En 1980 creó la pieza «Turning Point», una escultura hidráulica de 96 metros de altura, en respuesta a una petición de una exposición de arte de Nueva York. Presentó una exposición en las salas del Columbus Circle de Nueva York.
En 1982 falleció su padre en Uberaba, localidad de Minas Gerais en Brasil, poco tiempo después de haberse reunido con él.
Son de 1987 la serie de esculturas bajo el título «Royal Suite» en bronce pulido.
Durante los años 1989 y 1990 regresó a sus raíces escultóricas y creó una serie de pinturas y esculturas llamadas «Cornisas y molduras». Estas obras fueron expuestas en 1991 en la feria de Artes de Chicago. Por encargo, creó una versión de gran formato de «Jerga» en granito negro como monumento para el cementerio de New Bremen, en Ohio.
Siguiendo con las esculturas de gran formato, creó un monumento para el ayuntamiento de Saint-Bruno, la ciudad que le había acogido en Quebec, Canadá.
En 1997 hizo su primera visita a La Habana en Cuba. Al año siguiente, 1998, visitó Granada, patria de Garcia Lorca: Fuente Vaqueros, Víznar y Alfacar. Kieff creó  «Tierras», una serie de aguafuerte que incluyen el lugar de nacimiento del poeta arena, y la tierra, donde fue asesinado. Con esta serie, Kieff abrió la primera exposición del centro cultural español de La Habana. Ese mismo año, expuso 42 pinturas y esculturas en la sala Imago del gran teatro de La Habana para conmemorar el centenario del nacimiento de Lorca.
En el año 1999 hizo varias joyas en metales y piedras preciosos que fueron presentadas en Cleveland, Ohio. Visitó la exposición de Richard Serra en el Museo Guggenheim Bilbao y quedó fascinado por la obra de este artista. Kieff comenzó entonces a trabajar con el hierro.
Comprometido con el mundo artístico de Cuba, inauguró en 2001 un taller para la enseñanza de la fundición artística en La Habana. Son de 2001 y 2002 la serie de esculturas llamadas «Nómadas». En 2002 fueron expuestas en el Centro cultural español en La Habana. Comenzó entonces un periodo de experimentación en el estudio de la realización de múltiples esculturas con volúmenes de hierro de gran formato. Pasó un año hasta terminar en La Habana estas obras monumentales, cuyo peso total es de 76000 libras. Esta serie fue titulada «Siete canciones populares expanolas» y «El portique del olvido».
En 2011 presentó Le chant du fer: Homenaje a Jordi Bonet en Beleoil, en Montérégie (Quebec). Esta suite de esculturas en hierro fueron creadas como un poema sinfónico, el ritmo de 7 canciones populares españolas de Manuel de Falla.
En 2018 se muda a España y crea la Fundación Kieff Antonio Grediaga con el objetivo de "crear un lugar de encuentro cultural y de aprendizaje que transmita y profundice en las ciencias que el arte contiene. Un organismo que haga posible el intercambio de ideas y facilite el coloquio acerca de los pensamientos del hombre en busca de libertad de expresión y excelencia.". Para ello en 2019 se empieza a construir el Kieff Museo situado en Tendilla Guadalajara (España).